# Tim Bevan
Timothy John "Tim" Bevan, född 20 december 1957 i Queenstown i Nya Zeeland, är en nyzeeländsk-brittisk filmproducent.

## Barn- och ungdomsår
Bevan föddes i Queenstown, Nya Zeeland. Bevan utbildades på Sidcot School, en Quaker internatskola i Mendip Hills, nära byn Winscombe i North Somerset, i sydvästra England.

## Liv och karriär
Bevan grundade Working Title Films i London med Sarah Radclyffe och Graham Bradstreet på 1980-talet. Eric Fellner är nu hans partner på Working Title Films. Bevan har producerat eller co-producerat mera än 70 filmer (2013). Hittills (2013) har filmerna han har producerat eller samproducerat gett intäkter på totalt två miljarder dollar i hela världen (1 928 088 472 US-dollar enligt www.boxofficemojo.com, t.o.m. 2013) utan justering för inflationen. Working Title Films har undertecknat avtal med Universal Studios 1999 för ett rapporterat 600 miljoner US-dollar, vilket gav Bevan och Fellner makten att starta projekt med en budget på upp till 35 miljoner US-dollar utan att behöva rådfråga sina finansiärer.
Bevan är också medproducent till West End-musikalen Billy Elliot.

## Privatliv
Bevan är skild från engelska skådespelerskan Joely Richardson. De har en dotter, Daisy, född 1992. Bevan är nu (2013) gift med Amy Gadney och de har en dotter, Nell, född 2001, och en son, Jago, född 2003.

## Priser och utmärkelser
- 2005 Kommendör Brittiska Imperieorden (CBE) [5]
- 2013 fick graden av hedersdoktor från The University of York[6]

## Filmografi (i urval)

### Producent
- 1985 – Min sköna tvättomat
- 1987 – Personal Services
- 1987 – Sammy & Rosie
- 1988 – För kung och fosterland
- 1989 – Chicago Joe & the Showgirl
- 1990 – Robin Hood
- 1993 – Hjärtats skamvrå
- 1995 – French Kiss
- 1995 – Moonlight & Valentino
- 1995 – Panther
- 1996 – Loch Ness
- 1996 – Fargo
- 1997 – Bean – den totala katastroffilmen
- 1997 – Lånarna
- 1997 – The MatchMaker
- 1998 – Elizabeth
- 1998 – The Hi-Lo Country
- 2000 – High Fidelity
- 2001 – Bridget Jones dagbok
- 2001 – Kapten Corellis mandolin
- 2002 – 40 Days and 40 Nights
- 2002 – Om en pojke
- 2002 – Ali G Indahouse
- 2002 – The Guru
- 2003 – Johnny English
- 2003 – Love Actually
- 2004 – På spaning med Bridget Jones
- 2004 – Tolken
- 2004 – Thunderbirds
- 2004 – Wimbledon
- 2005 – Nanny McPhee
- 2005 – Stolthet & fördom
- 2006 – United 93
- 2006 – Catch A Fire
- 2007 – Smokin' Aces
- 2007 – Hot Fuzz
- 2007 – Mr Beans semester
- 2007 – Försoning
- 2007 – Elizabeth: The Golden Age
- 2008 – Definitely, Maybe
- 2008 – Wild Child
- 2008 – Burn After Reading
- 2008 – Frost/Nixon
- 2009 – State of Play
- 2010 – Green Zone
- 2010 – Nanny McPhee och den magiska skrällen
- 2011 – Tinker, Tailor, Soldier, Spy
- 2011 – Johnny English Reborn
- 2012 – Contraband
- 2012 – Les Misérables
- 2012 – Anna Karenina
- 2014 – The Theory of Everything
- 2016 – Bridget Jones's Baby
- 2017 – Baby Driver
- 2020 – Emma
- 2025 – Bridget Jones: Mad About the Boy

### Verkställande producent
- 1994 – Fyra bröllop och en begravning
- 1998 – The Big Lebowski
- 2000 – O Brother, Where Art Thou?
- 2000 – The Man Who Cried
- 2001 – The Man Who Wasn't There
- 2002 – My Little Eye
- 2003 – Ned Kelly
- 2003 – The Italian Job
- 2003 – Tretton